# شوكيتشي ساتو
شوكيتشي ساتو (باليابانية: 佐藤 昌吉) (9 أبريل 1971 في محافظة آوموري في اليابان – )؛ هو لاعب كرة قدم ياباني سابق كان يلعب كلاعب وسط.

## وصلات خارجية
- شوكيتشي ساتو على موقع رابطة كرة القدم اليابانية للمحترفين (اليابانية)
- شوكيتشي ساتو على موقع عالم كرة القدم.نت (الإنجليزية)